# Rödslam

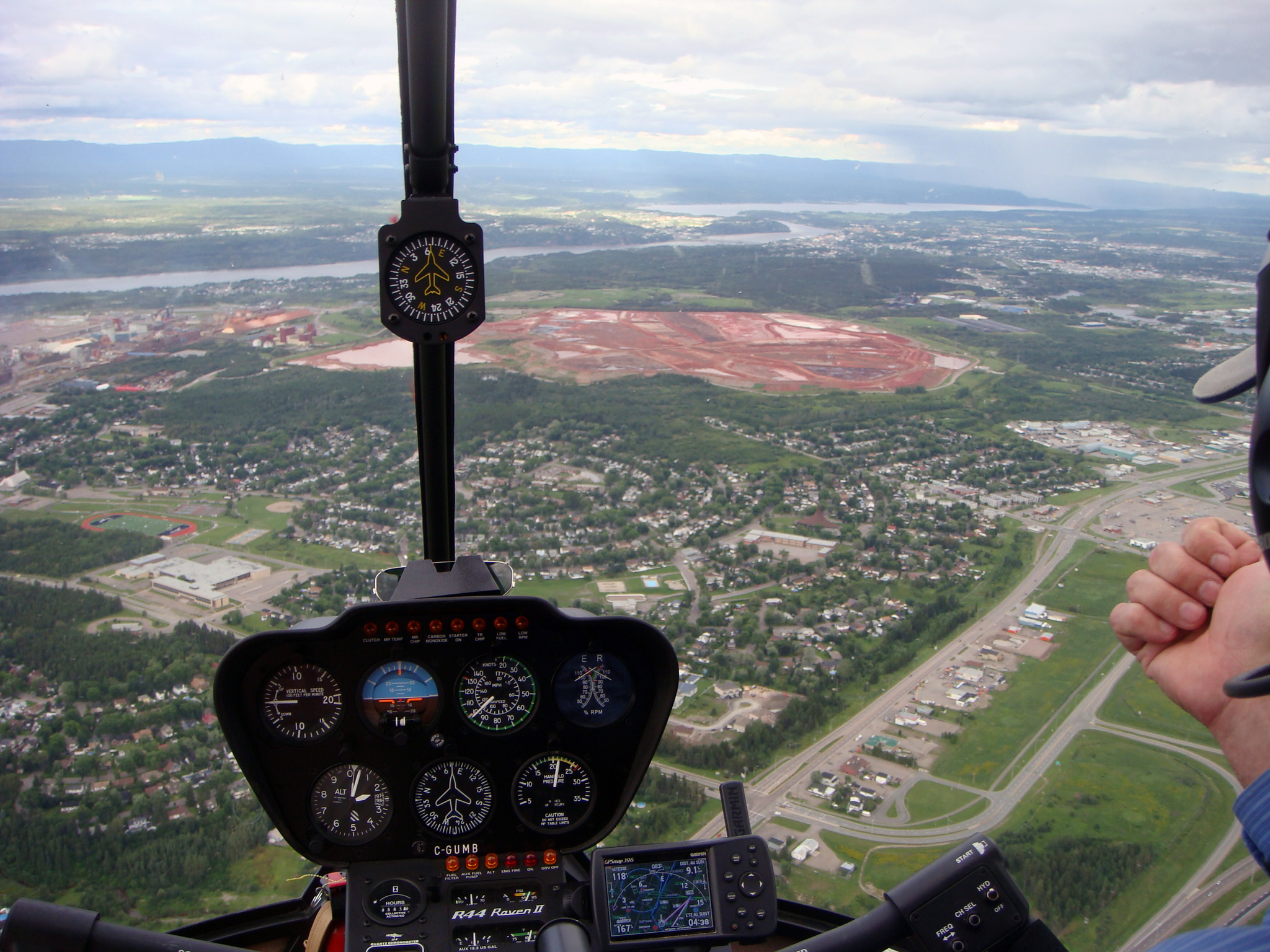
Rödslam utanför Québec i Kanada.

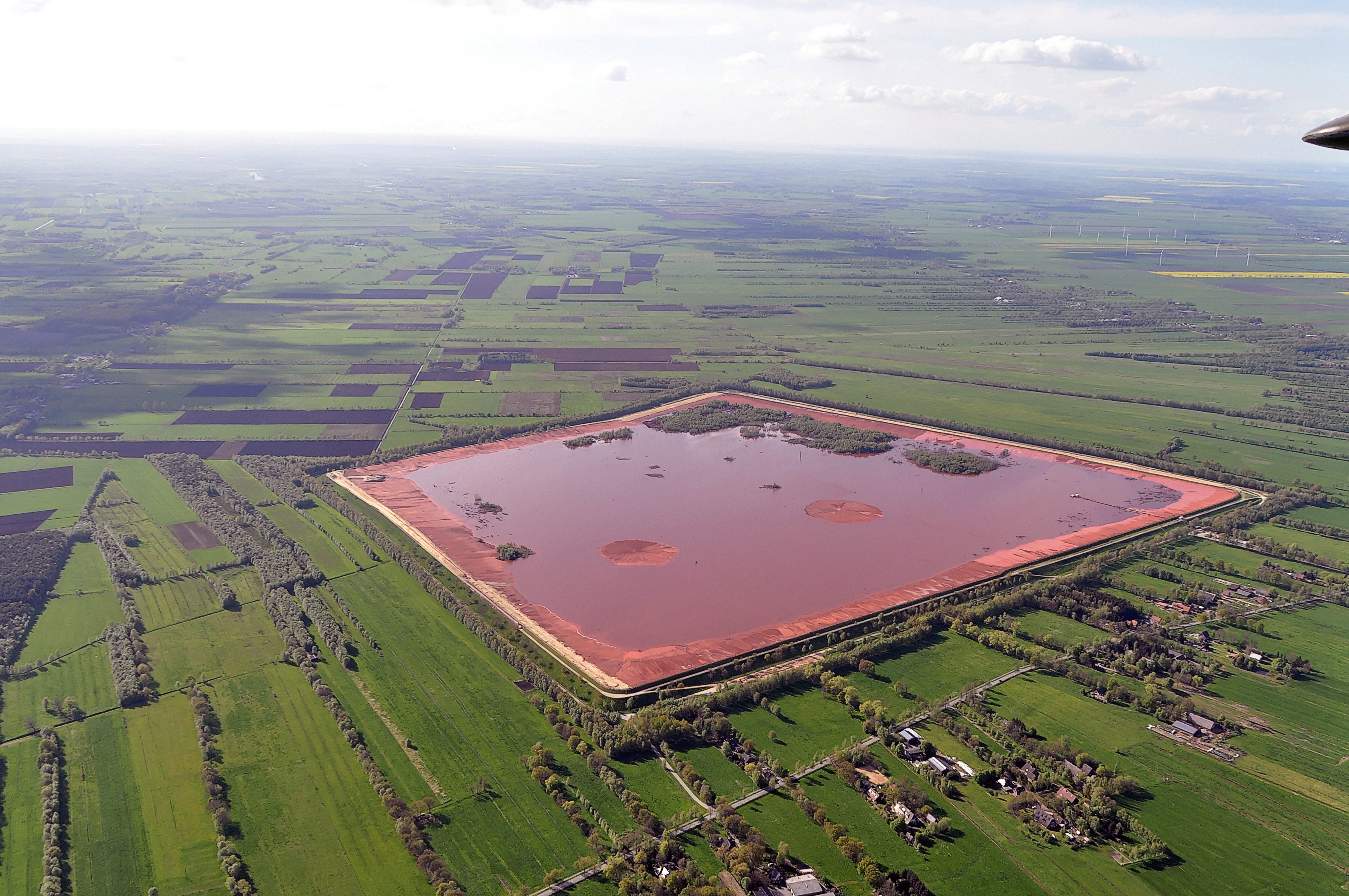
Rödslam utanför Stade i Tyskland.

Rödslam är en fast restprodukt vid förädling av bauxit till aluminiumoxid med den industriellt dominerande bayermetoden. (Aluminiumoxid fungerar i sin tur som råvara vid framställning av aluminium genom elektrolys med Hall-Héroult-metoden.) I en genomsnittlig fabrik motsvarar mängden producerat rödslam en till två gånger mängden producerad aluminiumoxid. Mängdförhållandet avgörs av vilken sorts bauxit som förädlas.
Rödslam är en blandning av fasta och metalliska oxidbärande orenheter och är ett av aluminiumbranschens största avfallshanteringsproblem. Den röda färgen orsakas av oxiderat järn som kan utgöra upp till 60 procent av rödslammets vikt. Utöver järn hör bland annat kiseldioxid, outvunnet aluminium och titanoxid till de dominerande beståndsdelarna.
Det finns inget enkelt sätt att omhänderta rödslam. I de flesta länder där rödslam produceras pumpas det ut i uppsamlingsdammar. Ett problem med rödslammet är att det upptar landyta som inte går att bebygga eller odla upp ens när slammet är torrt. Genom bayermetoden är slammet kraftigt basiskt med pH mellan 10 och 13. Flera metoder används för att sänka det alkaliska pH-värdet till acceptabla nivåer och på så sätt minska miljöpåverkan. Forskning med syfte att hitta lämpliga sätt att använda slammet till andra ändamål pågår, men det krävs mycket energi (latent värme för avdunstning av vatten) för att torka slammet, vilket kan leda till höga kostnader om fossila bränslen måste användas till torkningen.
I oktober 2010 släpptes genom en olycka ungefär en miljon kubikmeter rödslam ut över den omgivande landsbygden från en aluminiumoxidfabrik nära Kolontár i Ungern. Sju personer dog och ett stort område förorenades. Allt liv i Marcalfloden sades ha utraderats av rödslammet, och på några dagar nådde slammet Donau.